# Soghomon Tehlirian
Soghomon Tehlirian (en arménien Սողոմոն Թեհլիրիան), né le 2 avril 1896 près de la ville d'Erzincan (Empire ottoman) et mort le 23 mai 1960 à San Francisco (Californie, États-Unis), est un survivant du génocide arménien. Dans le cadre de l'opération Némésis de vengeance du génocide arménien, il assassine à Berlin en 1921 Talaat Pacha, ancien Grand Vizir de l'Empire ottoman et principal organisateur du génocide arménien. Le procès est l'occasion pour la communauté internationale de se pencher sur l'impunité des responsables du génocide et Tehlirian est finalement acquitté.

## Biographie

### L'assassinat de Talaat Pacha
L'opération Némésis, organisée par la Fédération révolutionnaire arménienne, a pour objet d'exécuter les condamnations à mort des tribunaux du génocide lorsque ceux-ci les ont prononcées par contumace.
Le 15 mars 1921, Soghomon Tehlirian tue Talaat Pacha d'une balle de révolver, à Berlin, en plein jour et en présence de nombreux témoins. Cet assassinat est une vengeance contre Talaat Pacha, le principal organisateur du génocide arménien à qui est attribué l'ordre de « tuer tous les hommes, femmes et enfants arméniens sans exception ». En effet, ministre de l'Intérieur, puis grand vizir de l'Empire ottoman durant le génocide arménien, Talaat Pacha s'était installé à Berlin après avoir fui la Turquie au moment de la chute du régime Jeune-Turc.

### Le procès

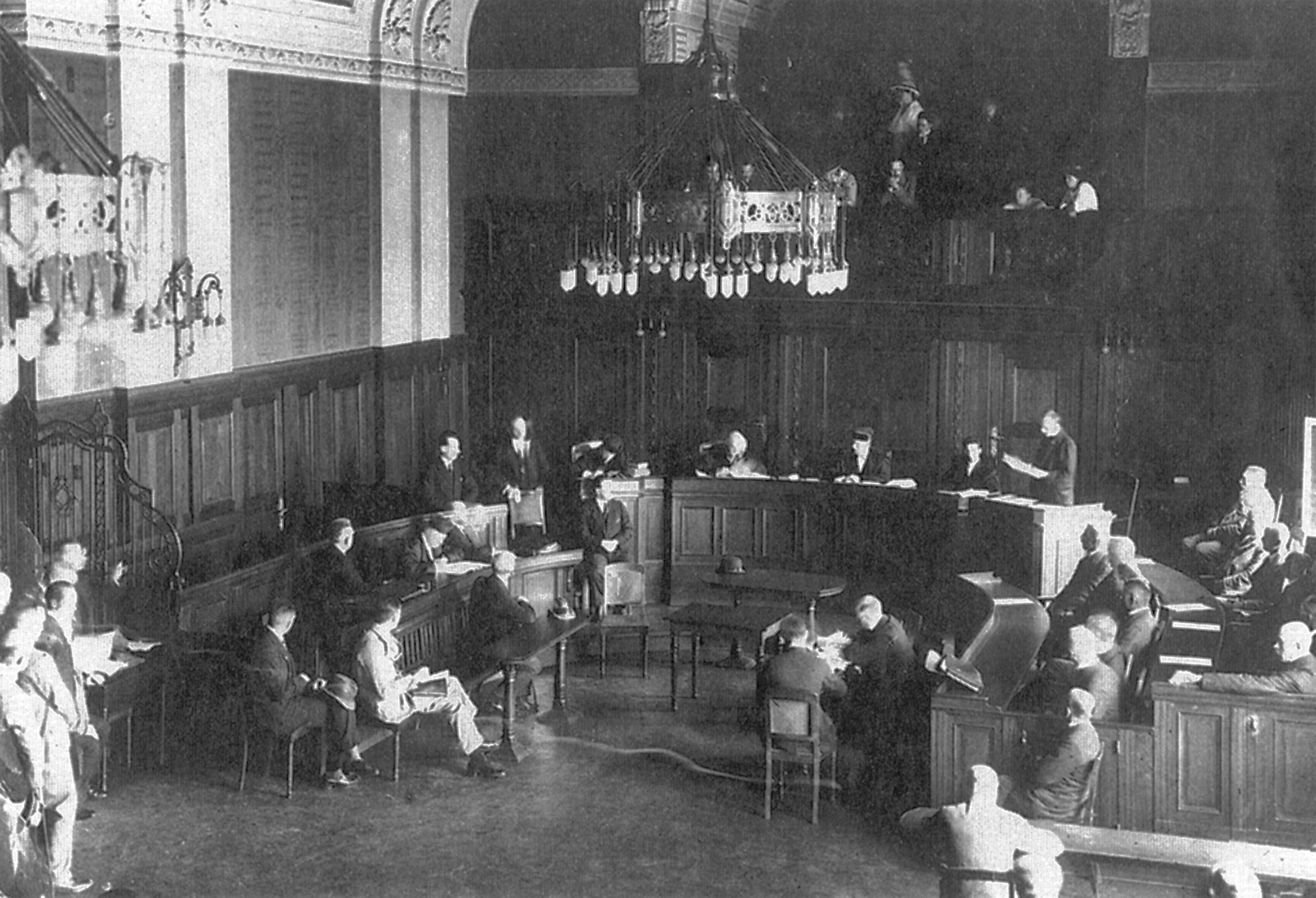
La salle du procès de Soghomon Tehlirian, en juin 1921.

Soghomon Tehlirian est jugé peu de temps après, les 2 et 3 juin 1921, par le tribunal de première instance de Berlin. Jugé pour assassinat et défendu par trois avocats de la défense – dont Theodor Niemeyer, professeur de droit à l’Université de Kiel –, il est finalement acquitté. Outre l’assassinat de Talaat Pacha, le tribunal est conduit à réfléchir au rôle de ce dernier dans le génocide arménien.
À ce propos, les avocats de la défense n’ont pas tenté de nier le fait que Tehlirian est l’auteur du coup de feu mortel, mais se sont au contraire concentrés sur l’analyse de l’influence supposée du génocide sur l’état mental de Tehlirian. Lors du procès, certaines pièces des documents Andonian sont présentées au tribunal et participent à démontrer le lien entre le mouvement Jeunes-Turcs, dont Talaat Pacha, et la perpétration du génocide.
Après moins d’une heure de délibération, Tehlirian est acquitté. Le procès est retentissant et son issue est interprétée comme une condamnation morale des responsables du génocide arménien.

## Signification et influences
Raphael Lemkin, le juriste à l'origine du néologisme « génocide » a, au cours de ses travaux, réfléchi sur le procès. Il écrit d'ailleurs au sujet de Tehlirian : « Pourquoi un homme est puni quand il tue un autre homme ? Pourquoi le meurtre d'un million de personnes est un moindre crime que le meurtre d'un seul individu ? ».
Hannah Arendt compare l'acte de Tehlirian à celui de Samuel Schwartzbard qui assassine Simon Petlioura en 1925 à Paris, pour venger son rôle supposé dans les pogroms anti-juifs en Ukraine. En effet, selon Hannah Arendt, Tehlirian et Schwartzbard ont respectivement « insisté pour être jugés », afin de « montrer au monde et grâce à l'exposition judiciaire, que des crimes commis restaient impunis ».

## Cinéma et télévision
- Mayrig, réalisé par Henri Verneuil, évoque l'assassinat de Talaat Pacha et le procès de Tehlirian, dont le rôle est interprété par Denis Podalydès.
- Une histoire de fou, réalisé par Robert Guédiguian, reconstitue l'assassinat, puis le procès, dans le prologue tourné en noir et blanc. Le film est sorti en novembre 2015. Soghomon Tehlirian est interprété par Robinson Stévenin.